# 內織染局
內織染局，明朝二十四衙門的八局之一，掌染造御用及宫内应用缎匹。

## 官制
- 掌印太监，一员；
- 管理，无定员；
- 佥书，无定员；
- 掌司，无定员；
- 监工，无定员。